# Gertruda d'Hamage
|  | Per a altres significats, vegeu «Santa Gertrudis». |

Gertruda d'Hamage († 649), o Gertruda de Cambrai, fou la fundadora i la primera abadessa d'Hamage. Fou l'esposa de Ricomer, patrici de Burgúndia, i probablement la mare de Bertruda, reina dels Francs. Fou declarada santa cristiana i és considerada com a tal per les Esglésies catòlica i ortodoxa; la seva festa és el 6 de desembre.

## Biografia
Segons la Sinopsi Franco Merovingicae, escrita a la fi del segle xii per Andreas Silvius, monjo de l'abadia de Marchiennes, fou filla de Teodebald, duc de Douai. Si l'existència de Teodebald i la seva qualitat de duc no són qüestionades, ja que no aportant cap pretensió genealògica, el qualificatiu de «duc de Douai» és posat de manera seriosa en dubte.
Els noms de Teodebald, de Gertruda i Gerberga (aquest portat per una de les seves filles) indiquen una pertinença als Agilolfings. Cronològicament, Teodebald podria ser un germà de Garibald, primer duc de Baviera.
Es va casar amb Ricomer, citat com a patrici de Burgúndia el 607, i va tenir com a fills a:
- Un fill per al qual l'historiador Jacques Pycke proposa el nom de Ricomer,[4] però segons Settipani, aquest segon Ricomer és el resultat d'un error havent desdoblat un sol personatge.[5]

- Una fille, anomenada Gerberga, mare de:[2]

- - Adalbald († 642), duc, casat amb santa Rictruda, abadessa de Marchiennes i pare de Mauront, santa Eusèbia, Clodosinda i Adalsinda.[notes 1]

- - Erquinoald († 658), majordom de palau de Nèustria[notes 2]

- Probablement una filla, Bertruda, casada amb el rei Clotari II i mare de Dagobert I, rei dels Francs[6][7]

Vídua, Gertruda es va retirar a la vida religiosa i va fundar l'abadia d'Hamage sota els consells de sant Amand. Va morir el 6 de desembre del 649 i la seva besneta santa Eusèbia (vers 636, † 16 de març 689) la va succeir com a abadessa. Les seves relíquies foren transferides a Marchiennes el 28 d'octubre del 686 o 691.